# 油画海扇蛤
油画海扇蛤（学名：Chlamys pallium）是莺蛤目海扇蛤科锦海扇蛤属的一种。主要分布于印度尼西亚、台湾，常栖息在浅海。